# Citroën C3

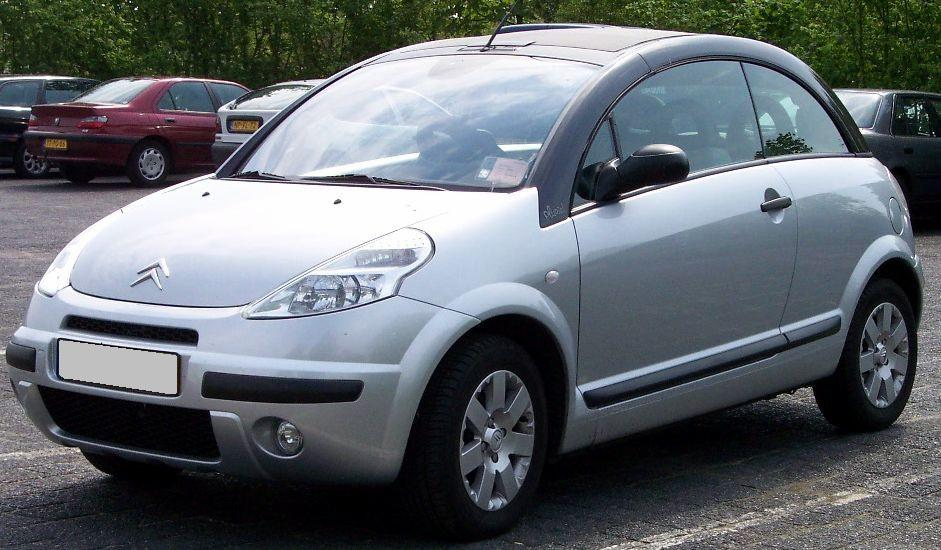
Citroën C3 Pluriel

De Citroën C3 is een personenauto gemaakt door Citroën. De C3 werd in 2002 als vervanging van de Citroën Saxo gepresenteerd. Later zou ook de Citroën C2 (2004) deze rol op zich nemen. De C3 is uitsluitend als vijfdeurs hatchback verkrijgbaar; de C2 uitsluitend als driedeurs. Binnen het PSA-concern deelt de C3 zijn platform met de C2, de Peugeot 1007 en de Peugeot 207. De eerste Citroën C3 is standaard voorzien van handbediende ramen, centrale vergrendeling, een in hoogte verstelbaar stuur en stuurbekrachtiging en kende een 1100 cc motor. Daarnaast heeft Citroën de C3 van goede veiligheidsvoorzieningen voorzien zoals airbags, rembekrachtiging, en bescherming vanaf de zijde bij ongevallen. De auto behaalde vier uit vijf sterren bij de EURO-NCAP test.

## Ontwerp
De C3 is ontworpen door Donato Coco, hoofd van het Citroën ontwerpteam van 1999 tot 2006. De C3 is gebaseerd op het prototype "Lumière", en volgens sommigen is het lijnenspel deels gebaseerd op de 2CV. Het betreft hier de eerste auto die Citroëns vernieuwingsdrang inzake design in praktijk brengt. Er komen weer typische "eigenwijze" Citroën kenmerken in terug, zoals een digitaal instrumentarium en opvallende designkenmerken. 
De C3 heeft een goed doordacht interieur, dat ook veel comfort biedt voor zijn categorie. De afwerking was minder, maar dit werd deels aangepakt bij de modelherziening in 2005. De beenruimte achterin is niet zo groot, maar daar staat een ruime kofferruimte tegenover, dat in de duurdere versies op een slimme manier kan worden ingedeeld (Moduboard).

## C3 Pluriel
De C3 familie werd in juli 2003 uitgebreid met een speciale versie, de C3 Pluriel, die als een cabriolet, een pick-up of gesloten wagen kan worden geconfigureerd. Het is een soort opvolger van de Citroën Méhari uit de jaren zeventig. Aan het design van de Pluriel heeft Jean-Pierre Ploué meegewerkt, ook bekend van het ontwerp van de Renault Twingo.

### C3 Pinko "oh my gold"
Speciaal voor de gefortuneerdere -met name vrouwelijke- klanten introduceerde Citroen in samenwerking met het Italiaanse top-kledingmerk Pinko en het model Naomi Campbell in 2008 de gelimiteerde serie "Gold by Pinko". De spiegels, deurgrepen en delen van het dashboard en de versnellingspook waren nu in goud uitgevoerd, evenals het logo op de achterklep. Het zitmeubilair was van beige leer, met het Pinko-logo in de rugleuning. Bij het openen van het portier wordt een tekst op de dorpels zichtbaar: "Oh my Gold".  De uitvoering met standaard airco en boordcomputer is vrijwel uitsluitend in Italië verkocht en was zo'n 20% duurder dan de gewone modellen en de oplage is -waarschijnlijk om die reden- zeer beperkt gebleven.
Citroën presenteert de Pluriel als 4 wagens in 1, maar dit valt in de praktijk wat tegen. De ombouwing tot cabrio blijkt omslachtig, en in de configuratie roadster moeten de dakstijlen thuisblijven. 
Citroën heeft met de Pluriel een alternatief voor het CC (coupé cabriolet) concept willen bieden, maar zonder veel succes, gezien het slechte verkoopsucces. Dit in tegenstelling tot de uitstekende verkoopcijfers van de "gewone" versie.

## C3 XTR
Op basis van de normale C3-carrosserie is in het voorjaar van 2004 de Citroën C3 XTR geïntroduceerd, een wat stoere uitvoering; standaard voorzien van een glazen panoramadak, Sensodrive versnellingsbak en diverse carrosseriebekledingsdelen. In Nederland leverbaar met 1.4-16v en 1.6-16v benzinemotor en de 1.6 HDI van PSA, elders ook met de 1.4-16v HDI.

## C3 VTR
De Citroën C3 VTR is de sportversie van de Citroën C3. De C3 VTR is ook een 5-deurs hatchback. Deze versie lijkt erg  op de gewone C3. Je kunt hem herkennen aan de mistlichten, uitlaatstuk (dat is groter en uit chroom), bredere spatborden, 16 inch velgen, VTR logo's en zwarte deurklinken.
In december 2004 is hij voorgesteld op de Bologna Motor Show. Doordat in december 2005 de gewone C3 enkele veranderingen kreeg is de C3 vtr ook licht aangepast. Het rooster vooraan en de achterlichten zijn veranderd. Hij is gebouwd tot 2007 in twee motoruitvoeringen: een dieselmotor en een benzinemotor. Beide motoren zijn 1,6l met 109 pk. De diesel zit aan 100 in 9,5 seconden en haalt 190 km/u. De benzine haalt 100 in 9,7 seconden en rijdt 186 km/u.

## C3 Picasso
De Citroën C3 Picasso is de derde auto uit de Picasso-reeks van Citroën. Deze mini-MPV werd in september 2008 gepresenteerd op de Salon van Parijs.
De auto is in maart 2009 geïntroduceerd in Nederland.

## Motoren
| Motor                                                  | Cilinderinhoud in cc | pk  |
| ------------------------------------------------------ | -------------------- | --- |
| 1,1 l I4                                               | 1124                 | 60  |
| 1,4 l I4                                               | 1360                 | 75  |
| 1,4 l I4 HDi diesel                                    | 1398                 | 70  |
| 1,4 l I4 16 kleppen HDi diesel (2002 - 2005)           | 1398                 | 90  |
| 1,4 l I4 16 kleppen                                    | 1360                 | 90  |
| 1560                                                   | 92                   |     |
| 1,6 l I4 16 kleppen HDiF diesel van PSA met roetfilter | 1560                 | 110 |
| 1,6 l I4 16 kleppen                                    | 1587                 | 110 |

Noot: De 1.4-16V HDi-motor is wegens verzwaarde milieu-eisen niet meer leverbaar; de 1.6 HDi-motor wordt niet op de Nederlandse markt uitgebracht, wegens het slechte fiscale klimaat voor kleine auto's met dieselmotor in Nederland. De 1.4i is ook leverbaar voor cng, deze variant is populair als milieuvriendelijk vervoermiddel bij overheden, onder andere de provincie Utrecht.

## Problemen
Na een actie van het televisieprogramma Kassa haalde Citroën in 2009 zo'n 30.000 C3's terug naar de garage, vanwege spontaan brekende schroefveren aan de voorzijde door metaalmoeheid.
In juni 2025 riep Citroën 33.000 auto's terug wegens problemen met de airbags. Bekend werd dat het materiaal van de airbags kon worden aangetast bij warm weer, waardoor deze niet goed functioneren. 

## Citroën C3 Phase 2

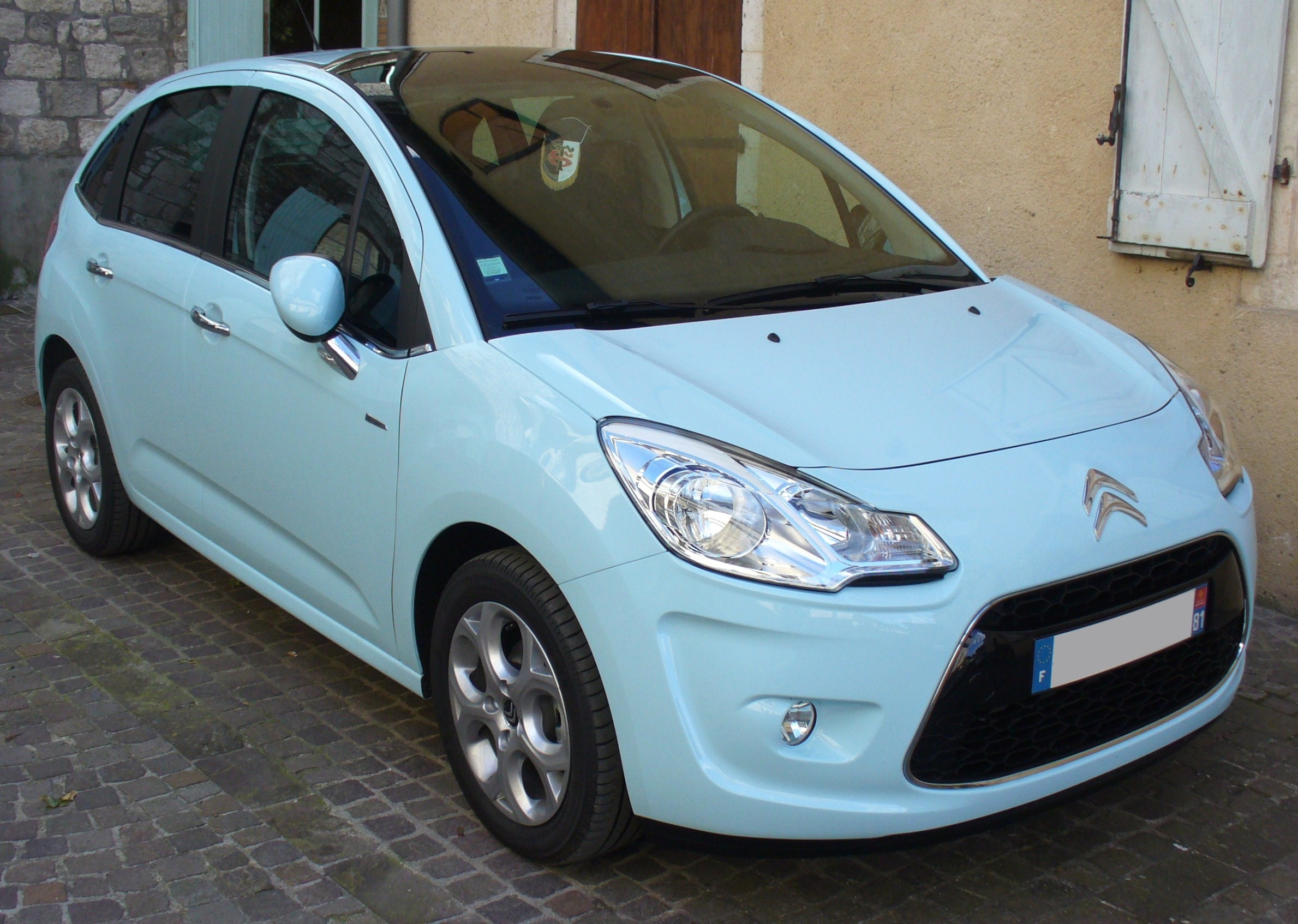
Citroen C3 Exclusive

Vanaf 2009 is de volledig vernieuwde Citroën C3 leverbaar. Het ontwerp vertoont wel enige gelijkenis met het oude ontwerp en staat op hetzelfde platform, maar is volledig nieuw. Zeer kenmerkend is de zogenaamde Zenith voorruit, die ver doorloopt in het dak. Op basis van de nieuwe C3 is er in 2009 een geheel nieuw model gepresenteerd: de Citroën DS3. Vanaf 2011 zullen er ook 3 cilinder turbomotoren leverbaar worden.

## Citroën C3 Phase 3
Eind 2016 volgde de derde generatie die duidelijk geïnspireerd is op de eigenzinnige Citroën C4 Cactus. Deze compleet nieuwe C3 is ook leverbaar met de kenmerkende Airbumps, met lucht gevulde rubber kussentjes op o.a. de portieren die beschermen tegen parkeerschade.

## Vierde generatie

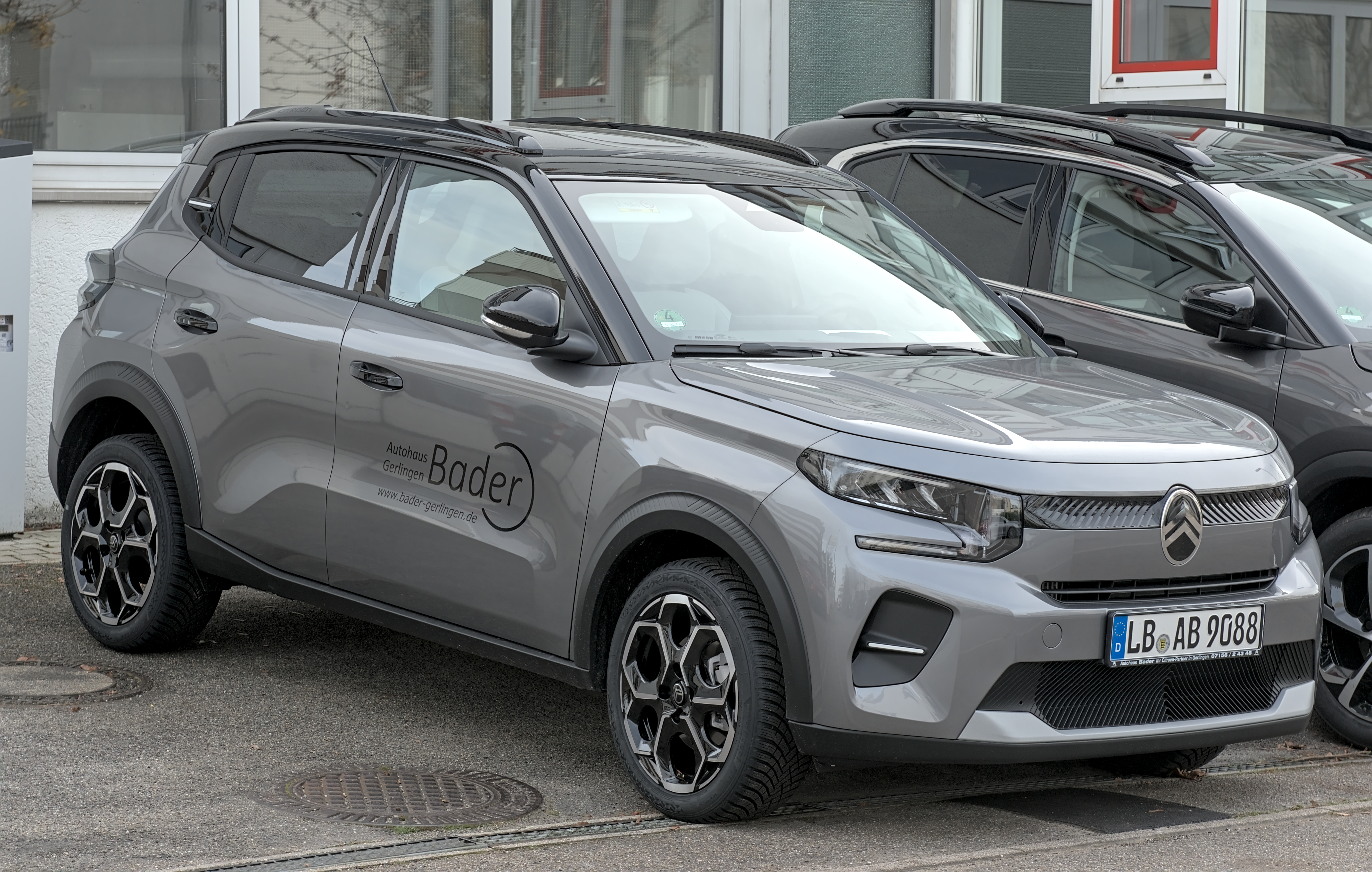
Vierde generatie Citroën C3

Vanaf 2024 wordt de vierde generatie C3 geproduceerd. Het model is gestoeld op het Smart Car Platform, welke relatief goedkope auto's mogelijk moet maken en een focus heeft op EV's, hoewel andere aandrijflijnen ook mogelijk zijn.